# Mestre Cobra Mansa
Cinézio Feliciano Peçanha, conhecido como Mestre Cobra Mansa e Cobrinha (Duque de Caxias, 19 de maio de 1960), é um mestre de capoeira do gênero Angola.

## Biografia
Um dos fundadores da Fundação Internacional de Capoeira de Angola (FICA), com sedes em diversos países da Europa, Américas e Ásia. Mestre Cobra Mansa é bem conhecido na capoeira mundial. Começou na capoeira em 1973, junto com Mestre Josias da Silva e Raimundo no Rio de Janeiro, mais precisamente em Duque de Caxias. Jogou capoeira em rodas de Duque Caxias com os mestres Russo e Peixinho de Caxias. Em 1974, Cobra Mansa começou estudos em capoeira com o Mestre Moraes sempre na modalidade Angola. Antes de dedicar sua vida à Capoeira de Angola, Cobra Mansa trabalhou como fotógrafo e como vendedor de rua. Em 1979, foi para Belo Horizonte, onde trabalhou como policial por 2 anos. Em 1981, passou a residir em Salvador, onde começou a organizar uma escola, a GCAP (Grupo Capoeira de Angola Pelourinho), juntamente com Mestre Moraes.

### História
Durante seus últimos anos de atuação na GCAP, os Mestres Cobrinha e Moraes tiveram divergências na gestão da escola. Ao final Mestre Cobrinha e vários outros integrantes saíram do GCAP, passando a integrar a FICA. Graças a um convite da Aussar Auset Society, Mestre Cobrinha mudou-se para os Estados Unidos, onde abriu uma escola em Washington, D.C., em 1994. Posteriormente ele começou a atuar como professor adjunto na Universidade George Washington, e também presidiu a recém fundada FICA. Em 2004, ele deixou os EUA e voltou a residir em Salvador, no Brasil, criando o Kilombo Tenonde, organização que atualmente conta com duas sedes, sendo uma em Salvador e a outra em Valença, região sul da Bahia. O Quilombo Tenonde atua no ensino e divulgação da Capoeira e no desenvolvimento de projetos de agricultura orgânica.

### Seu estilo
Os nomes de roda Cobra Mansa e Cobrinha foram adotados por conta do estilo de luta e jogo deste mestre. Sua habilidade para introduzir inovações e movimentos acrobáticos o transformou no mais influente Angoleiro (praticante de Capoeira de Angola) da sua geração. Cobra Mansa nunca tentou colocar a Capoeira de Angola acima da Capoeira Regional, sempre destacando a complexidade desta última. Ele sempre buscou manter contato com capoeiristas e rodas de capoeiristas regionais, e deu grande contribuição para resolver antigas rixas entre os adeptos dos dois estilos. Com essa postura ele tornou-se respeitado por capoeiristas dos dois estilos e permanece como um modelo para os capoeiristas mais jovens.
Mestre Cobrinha é renomado como um grande mestre da Capoeira de Angola, respeitado por seu profundo conhecimento da arte da Capoeira e por sua atuação como professor, na qual sempre procurou divulgar a história e a cultura da Capoeira. Também é respeitado por seu estilo dinâmico e agressivo no jogo de roda.
Recentemente ele completou uma jornada pela região centro-oeste da África, em busca das raízes da Capoeira naquele continente. Esteve por algum tempo em Angola e Moçambique pesquisando sobre o "N'golo" e outras tradições culturais locais que tenham contribuído de alguma forma, no passado, para o desenvolvimento da Capoeira.
Realizou e ministrou palestras em diversos lugares do Brasil e do mundo. Suas pesquisas sobre o arco musical e as danças e lutas e jogos de combate em Moçambique, África do Sul, Namíbia e Angola. Tem ministrado palestras sobre Permacultura e Capoeira Angola em países como Rússia, Trindade e Tobago, Costa Rica, entre outros. Atualmente promove o Permangola, um evento que envolve a Permacultura e Capoeira. E como a busca por conhecimento não pode parar, o Mestre está atualmente fazendo Doutorado em Educação na área de Difusão do Conhecimento. Concluiu seu doutorado, defendendo-o no ano de 2019, numa cerimônia com a sala cheia, principalmente pela presença de capoeiras.